# لويس غودين
لويس غودين (بالفرنسية: Louis Godin)‏ (و. 1704 – 1760 م) هو عالم فلك، ورياضياتي من فرنسا . ولد في باريس. وكان عضواً في الجمعية الملكية، والأكاديمية الفرنسية للعلوم، والأكاديمية البروسية للعلوم .
توفي في قادس، عن عمر يناهز 56 عاماً.

## جوائز
حصل على جوائز منها:
- زميل في الجمعية الملكية.